# Moeneeb Josephs
Moeneeb Josephs est un footballeur sud-africain né le 19 mai 1980 à Le Cap. Il joue au poste de gardien de but.
Il a participé à la Coupe d'Afrique des nations 2008 avec l'équipe d'Afrique du Sud en tant que gardien remplaçant.
Moeneeb Josephs possède 24 sélections en équipe d'Afrique du Sud. Sa première sélection a eu lieu en 2003.

## Palmarès
- Championnat d'Afrique du sud : 2017